# A La Habana me voy
A La Habana me voy es una película de Argentina en blanco y negro dirigida por Luis Bayón Herrera según el guion de Carlos A. Petit y Rodolfo Sciammarella que se estrenó el 28 de junio de 1950. Tuvo como protagonistas a Blanquita Amaro, Tito Lusiardo, Otto Sirgo, María Esther Gamas y Adolfo Stray y hubo filmación de exteriores en Cuba y Venezuela.

## Sinopsis
Situaciones de vodevil entre una pareja de cubanos en distintos lugares de América.

## Reparto
Participaron en el filme los siguientes intérpretes:
- Blanquita Amaro	 ...	Blanquita Arenas
- Tito Lusiardo	 ...	Tito Guzmán
- Otto Sirgo (padre)	 ...	Juanito Reinal, "el novio de América"
- María Esther Gamas	 ...	Laura Medina
- Adolfo Stray	 ...	Don Abraham
- Pedro Vargas	 ...	Él mismo
- Héctor Palacios	 ...	Él mismo
- Isa Mendoza
- Federico Sadel	 ...	Pablo
- Juan Lado	 ...	Julio César Araujo
- Osvaldo Causi
- Pablo Cumo (hijo)
- Pablo Cumo ... Peluquero
- Teresa Denito
- Dionisio Elia
- Carlos A. Gordillo
- Alicia Monserrat
- Graciela Naranjo (cantante)
- Armando Parente
- Juan Pecci
- Luis Quiles
- Alberto Rinaldi
- Semillita	... Botones
- Espin y Guanica
- Raquel Maceda y Rolando García	 ...	Los Reyes del Mambo (bailarines)

## Comentarios
El diario El Líder dijo que "es un film invadido de canciones y gratas estampas risueñas" y King escribió de la película en El Mundo: "Comicidad y espectáculo de género revisteril".